# Empurany
Empurany (okzitanisch Empurani) ist ein Ort und eine aus mehreren Weilern (hameaux) und Einzelgehöften bestehende südfranzösische Gemeinde mit 573 Einwohnern (Stand 1. Januar 2022) im Département Ardèche in der historischen Kulturlandschaft des Vivarais.

## Lage
Empurany liegt in der Hügellandschaft oberhalb des westlichen Rhônetals knapp 30 km südwestlich von Tournon-sur-Rhône bzw. ca. 40 km (Fahrtstrecke) südlich von Annonay in einer Höhe von ca. 495 m ü. d. M. Das Klima ist gemäßigt; Regen fällt verteilt über das ganze Jahr.

## Bevölkerungsentwicklung
| Jahr                       | 1800 | 1851 | 1901 | 1954 | 1999 | 2018 |
| Einwohner                  | 1234 | 1871 | 1828 | 907  | 492  | 610  |
| Quellen: Cassini und INSEE |      |      |      |      |      |      |

Der kontinuierliche Rückgang der Einwohnerzahlen seit dem ausgehenden 19. Jahrhundert ist im Wesentlichen auf die Mechanisierung der Landwirtschaft und den damit einhergehenden Verlust an Arbeitsplätzen zurückzuführen.

## Wirtschaft
Traditionell lebte die Bevölkerung von der Viehzucht und ein wenig Feldbau. Heute spielen Forstwirtschaft und Tourismus in Form der Vermietung von Ferienhäusern (gîtes) die bedeutendsten Rollen im Wirtschaftsleben des Ortes.

## Geschichte
Der Name des Ortes scheint antiken Ursprungs zu sein (vgl. Ampurias). Angeblich stand an der Stelle der mittelalterlichen Kirche bereits eine Kapelle aus karolingischer Zeit. In der zweiten Hälfte des 16. Jahrhunderts waren der Ort und seine Umgebung von den Wirren der Hugenottenkriege (1562–1598) betroffen.

## Sehenswürdigkeiten
Die Mauern und Gewölbe der dreischiffigen Pfarrkirche St-Michel haben mittelalterliche Ursprünge; es scheint sich um eine Prioratskirche der Abtei La Chaise-Dieu gehandelt zu haben, die jedoch im 19. Jahrhundert restauriert wurde. Eine Mauernische in der ansonsten schmucklosen Außenwand enthält eine kleine neuzeitliche Muttergottesstatue.